# Емс (річка)
Емс (нім. Ems; нід. Eems) — річка на північному заході Німеччини довжиною 371 км. Бере початок у південного підніжжя Тевтобурзького лісу, протікає по землях Північний Рейн — Вестфалія і Нижня Саксонія і впадає в бухту Долларт Північного моря, утворюючи естуарій завдовжки 20 км. Судноплавна до 238 км.
Сполучена каналами з басейном Рейну, Везера та інших річок, будучи частиною водного шляху, що сполучає прирейнський промисловий район із Північним морем.

## Перебіг
Джерело річки знаходиться біля південного підніжжя Тевтобурзького лісу, Північний Рейн-Вестфалія. У Нижній Саксонії струмок стає порівняно великою річкою. Тут болотистий регіон Емсланд найменовано на честь річки. У Меппені до Емсу впадає його найбільша притока, річка Гасе. Далі річка прямує на північ, до голландського кордону, тереном Східної Фризії. Біля Емдену впадає в бухту Долларт і далі прямує як припливна річка до голландського міста Делфзейл.
Між Емденом та Делфзейлом Емс є кордоном між Нідерландами та Німеччиною і був предметом територіальної суперечки: голландці вважали, що кордон проходить через географічний центр лиману, тоді як німці стверджували, що кордон проходить фарватером (який прямує неподалік від голландського узбережжя). Питання було вирішено мирно у 2014 році
Минувши Делфзейл, Емс скидає воду у Вадденське море, складову Північного моря. Дві протоки, що відокремлюють німецький острів Боркум від його сусідів Роттюмерог (Нідерланди) та Меммерт (Німеччина), мають у назві складову "Емс" — Вестеремс та Остеремс.